# Vergessene Katastrophen
Vergessene Katastrophen war eine zehnteilige Dokumentar-Serie, die im Zeitraum von 1998 bis 2003, im Auftrag des Mitteldeutschen Rundfunks (MDR) und unter der Redaktion von Martin Hübner, von unterschiedlichen TV-Produktionsfirmen produziert und jeweils im MDR Fernsehen erstausgestrahlt wurde.

## Inhalt
Das Konzept der Serie war es, schwere Unfälle oder Großschadensereignisse dokumentarisch aufzuarbeiten. Dabei beschränkte sich die Serie auf Vorfälle, die sich während der DDR-Zeit auf deren Territorium ereignet haben, bei denen die Hintergründe und Ursachen aber aus den unterschiedlichsten Gründen meist nicht an die Öffentlichkeit gelangt sind. Als dramaturgische Mittel wurden u.a Interviews mit Zeitzeugen, sowie Bild- und Filmdokumente eingesetzt und auch die Originalschauplätze aufgesucht.
Der damalige Fernseh-Programmchef für Kultur und Wissenschaft des MDR FERNSEHENS, Helfried Spitra, beschrieb kurz vor dem Start der dritten Staffel das Konzept in einem Interview so: „Wir rollen große Unglücksfälle der Vergangenheit dokumentarisch auf – nicht als reißerische Sensations-Story, eher als spannendes Stück Zeitgeschichte. Unsere Zuschauer honorieren das“. Der für die Serie verantwortliche MDR-Redakteur Martin Hübner ergänzte noch: „Mit der Rekonstruktion des jeweiligen Falles sollen schlaglichtartig immer auch die sozialen Hintergründe und Rahmenbedingungen der Gesellschaft erhellt werden, genauer gesagt, der DDR-Gesellschaft.“

## Resonanz
Die Serie wurde vom Publikum sehr gut angenommen und entwickelte sich zu einer der erfolgreichsten Produktionen des MDR. In den Jahren 1998 und 1999 (Ausstrahlungszeitraum von Staffel 1 und 2) verfolgten bis zu 320.000 Zuschauer in Sachsen, Sachsen-Anhalt und Thüringen die Ausstrahlungen, was einem Marktanteil von 14,9 Prozent entsprach. Auch außerhalb des MDR-Sendegebietes wurden einzelne Episoden bundesweit von fast 700.000 Zuschauern verfolgt. Auch mit Anlauf der dritten Staffel blieb das Publikum der Serie treu. Bei Erstausstrahlung von Episode 7 Todesweiche 262 – Leipzig 1960 am 13. November 2000 um 22:30 Uhr verfolgten rund 330.000 Zuschauer im Sendegebiet des MDR die Ausstrahlung, was einem Markteinteil von 15,7 Prozent entspricht. Bundesweit wurden sogar 550.000 Zuschauer erreicht. Dankbar äußerte sich Helfried Spitra in einem weiteren Interview diesbezüglich so: „Dass unser Konzept stimmt, wissen wir seit der ersten Staffel. Dass wir aber so viel Zuspruch erhalten, übertrifft unsere kühnsten Erwartungen. Mit ‚Todesweiche 262‘ haben wir den bisher höchsten Marktanteil erzielt – Dabei setzen wir bewusst nicht auf die Sensations-Story, sondern auf sorgfältige Recherche und behutsame Rekonstruktion. Offenbar geben wir damit einer ganzen Generation einen Teil Ihrer Erinnerungen zurück. Das zieht die Zuschauer in den Bann.“

## Episodenübersicht
| Nr. | Titel                                               | Erstausstrahlung | Inhalt |
| --- | --------------------------------------------------- | ---------------- | --- |
| 1   | Feuer im Schacht 208b – Grubenbrand bei der Wismut  | 16. Nov. 1998    | Grubenbrand im Blindschacht 208b der SDAG Wismut in Niederschlema am 16. Juli 1955, der 33 Tote und über 100 Verletzte forderte. Unter den Opfern waren viele Rettungskräfte. In der Grube wurde Uran abgebaut. Auslöser des Brandes war ein Kurzschluss in einem Ventilator. |
| 2   | Die Todesschranke von Langenweddingen               | 23. Nov. 1998    | Eisenbahnunfall von Langenweddingen, bei dem am 6. Juli 1967 ein Zug der Deutschen Reichsbahn in der Ortschaft Langenweddingen, an einem Bahnübergang, mit einem Tanklastwagen zusammenstieß und explodierte. |
| 3   | Der Todesflug der IL 62                             | 30. Nov. 1998    | Interflug-Flug 450/742, bei der am 14. August 1972 eine Il-62 der Interflug bereits kurz nach dem Start über Königs-Wusterhausen abstürzte. Die 148 Passagiere und die 8 Besatzungsmitglieder überlebten den Absturz nicht. „Der Film rekonstruiert das Unglück aus verschiedenen Perspektiven. Angehörige kommen ebenso zu Wort wie Angestellte des Flughafens Schönefeld, die für die Flugsicherung zuständig waren. Mitarbeiter der Rettungsmannschaften geben ihre Eindrücke wieder. Darüber hinaus gehen die Autoren Titus Richter und Jens Stubenrauch der Unfallursache nach und lassen Mitglieder der Untersuchungskommission zu Wort kommen.“ (Text: rbb) |
| 4   | Der Absturz der „152“ – Ulbrichts Traum vom Fliegen | 3. Mai 1999      | Absturz eines DDR-Flugzeuges vom Typ 152 bei einem Testflug am 4. März 1959 in der Nähe von Ottendorf-Okrilla, bei dem alle 4 Besatzungsmitglieder ums Leben kamen. |
| 5   | Der große Knall – Bitterfeld 1968                   | 10. Mai 1999     | Chemieunfall in Bitterfeld, bei dem nach einer Vinylchlorid-Explosion im elektrochemischen Kombinat Bitterfeld am 11. Juli 1968, 42 Menschen den Tod fanden und über 270 verletzt wurden. |
| 6   | Auf Leben und Tod – Messejet 1107                   | 17. Mai 1999     | Flugzeugabsturz von Interflug-Flug 1107, einer Tu-134 der DDR-Fluggesellschaft, am 1. September 1975 beim Landeanflug auf den Flughafen Leipzig-Schkeuditz (Sachsen), bei dem 26 Menschen ums Leben kamen. Es handelte sich dabei um eine Chartermaschine, die mit westdeutschen Passagieren aus Stuttgart zur Leipziger Herbstmesse unterwegs war. „Der Hergang des Unglücks, das auf einer Verkettung ungünstiger Bedingungen (schlechte Sicht) und menschlichem Versagen der Besatzung beruhte, wird rekonstruiert. Die Darstellung setzt den Schwerpunkt auf den Umgang der DDR-Behörden mit der Katastrophe, besonders mit der menschlichen Dimension der Tragödie vor dem Hintergrund sich allmählich normalisierender Beziehungen zwischen beiden deutschen Staaten.“ (NDR) |
| 7   | Todesweiche 262 – Leipzig 1960                      | 13. Nov. 2000    | Eisenbahnunfall von Leipzig, bei dem am 15. Mai 1960 auf dem Leipziger Hauptbahnhof der Personenzug Leipzig-Halle mit dem Eilzug Halberstadt-Schandau frontal zusammenstieß. Mindestens 54 Menschen kamen dabei ums Leben, viele weitere wurden verletzt. „Die Autoren Lutz Rentner und Frank Otto Sperlich gehen den Ursachen, Hintergründen und Folgen der Katastrophe von 1960 noch einmal nach. Das Ergebnis ist spannend, nicht zuletzt, weil es den Autoren gelang, sehr ausführlich mit jenen zu sprechen, die damals dabei waren: Reichsbahner, Überlebende, Angehörige, Retter, Helfer und Verantwortliche, die sich bis heute noch sehr genau an die Ereignisse und auch Nachwirkungen erinnern. Der Autor Lutz Rentner: „Über die Zugkatastrophe zu sprechen und sie aufzuarbeiten, war für die Opfer und Zeugen von damals eine echte Befreiung. Auch 30 Jahre danach sitzt der Schock über die Ereignisse noch sehr tief bei den Betroffenen.““ |
| 8   | Tod im Ferienlager                                  | 20. Nov. 2000    | Tödlicher Unfall im Riewendsee, bei dem am 24. August 1965, ein Schwimmpanzer der NVA vom Typ PT-76, auf dem mehrere Kinder und Betreuer aus einem nahen Ferienlager mitfuhren, kenterte und unterging. 7 Kinder kamen dabei ums Leben. „MDR-Autor Dieter Fuchs geht in seinem Film einer Geschichte nach, die er seinerzeit selbst unmittelbar miterlebt hat. Er war damals 14 Jahre und eines der Ferienkinder, die sich auf dem Unfall-Panzer befanden. Ihm ist es gelungen, viele der Zeitzeugen – Kinder, Betreuer, Retter, Angehörige – für Gespräche und Interviews zu gewinnen. Entstanden ist eine nüchterne Bestandsaufnahme, die den Hintergründen und Ursachen der Katastrophe nachspürt und dabei auch wieder bemerkenswerte Einblicke in die DDR-Gesellschaft zu Tage fördert.“ (MDR) |
| 9   | Der Tod im Schacht – Zwickau 1960                   | 5. März 2001     | Grubenunglück von Zwickau im Steinkohlenwerk Karl Marx am 22. Februar 1960. Durch eine schwere Schlagwetter- und Kohlenstaubexplosion und einen davon hervorgerufenen Grubenbrand in mehr als 1000 Meter Teufe kamen 123 Bergleute bei ums Leben. |
| 10  | Der Panzer auf den Schienen                         | 28. Okt. 2003    | Eisenbahnunfall von Forst Zinna am 19. Januar 1988, bei dem ein Schnellzug auf der Bahnstrecke Berlin–Halle, zwischen Jüterbog und Luckenwalde, mit einem Panzer der Sowjetischen Streitkräfte in Deutschland zusammenstieß. |

## Produktionsdetails
| Folge | Regie                             | Kamera                                       | Ton                                       | Schnitt                        | Sprecher       | Mitarbeit Recherche                                | Redaktion     | Aufnahmeleitung              | Produktion Produktionsleitung                                                       | Computeranimation Grafik | Dank an / Quellen |
| ----- | --------------------------------- | -------------------------------------------- | ----------------------------------------- | ------------------------------ | -------------- | -------------------------------------------------- | ------------- | ---------------------------- | ----------------------------------------------------------------------------------- | ------------------------ | --- |
| 1     | Jürgen Ast Kerstin Mauersberger   |                                              |                                           |                                |                |                                                    |               |                              | Detlef Fluch Dokumentarfilmproduktion k.A.                                          |                          | |
| 2     | Sieglinde Amoulong Gunther Scholz | Volker Langhoff                              | David Schmidt                             | Gerrit Ohlsberg                | Detlef Bruns   |                                                    | Martin Hübner |                              | Eine Produktion der CINETEC FILM GmbH im Auftrag des Mitteldeutschen Rundfunks k.A. |                          | |
| 3     | Titus Richter Jens Stubenrauch    | Peer Horstmann Tillmann Büttner Peter Juras  | Toralf Teschner Jens Bode                 | Michael Radeck Kai Böge        | Detlef Bruns   |                                                    | Jan Lorenzen  | Frank Bartuschat             | k.A. Holger Kouschil                                                                | Medienbüro Meissner k.A. | - Bundesarchiv Berlin - Bundesbeauftragter für die Unterlagen des Staatssicherheitsdienstes der ehemaligen DDR - Luftfahrtclub „Otto Lilienthal“ e.V. Berlin-Brandenburg |
| 4     | Thomas Kuschel                    |                                              |                                           | Michael Radeck                 |                |                                                    |               |                              |                                                                                     |                          | |
| 5     | Heidi Mühlenberg                  | Stefan Thomm Jörg Junge                      | Adrian Mueller-Basil                      | Michael Radeck Michaela Stasch | Detlef Bruns   | Adrian Mueller-Basil Ulrike Vogel                  | Martin Hübner |                              | Eine Produktion der Thomm TV im Auftrag des MDR k.A.                                |                          | - Stadtarchiv Bitterfeld - Filmkunstkollektiv des Chemiekombinats Bitterfeld - ZDF Archiv Berlin - Deutsches Rundfunkarchiv - Bundesbeauftragter für die Unterlagen des Staatssicherheitsdienstes der ehemaligen DDR - Landesarchiv Merseburg - Chemiepark Bitterfeld GmbH - TDA GmbH - Werkfeuerwehr des Chemiepark Bitterfeld - Privatarchiv Karl heinz Schäfer - Ingrid Engel; Hans Zimmermann; Klaus Meyer; Sophie Ebert; Rheinfried Boost; Roger Schaumberg                                                                      |
| 6     | Michael Erler                     |                                              |                                           |                                |                | k.A. Petra Erler                                   |               |                              | Michael Erler Filmproduktion Deutschland k.A.                                       |                          | |
| 7     | Lutz Rentner Fank Otto-Sperlich   |                                              |                                           |                                |                |                                                    |               |                              | NOAHFILM GbR Film- und Fernsehproduktion Lutz Rentner & Frank Otto Sperlich k.A.    |                          | |
| 8     | Dieter Fuchs                      | Frank Eckert Spezialkamera: Frank Koschewski | Manfred Ludwig Jens Kemke Andreas Hofmann | Lutz Gläsel                    | Detlef Bruns   | Konstanze Brill Gabor Rychlak Kerstin Mauersberger | Martin Hübner | Frank Bartuschat Tobias Jahn | k.A. Holger Kouschil                                                                |                          | - Bundesarchiv Freiburg - Militärhistorisches Forschungsinstitut Potsdam - Stiftung Parteien und Massenorganisationen der DDR - Stadtarchiv Berlin - Militärhistorisches Museum Dresden - Deutsches Rundfunkarchiv - Deutsche Bücherei Leipzig - Stadt Brandenburg - Bundesbeauftragter für die Unterlagen des Staatssicherheitsdienstes der ehemaligen DDR - Privatarchiv von Sigrid Smolka, Erika Schmidt und Dieter Seepold |
| 9     | Kerstin Mauersberger              | Detlef Fluch Petra Sattler                   | Jana Lindner                              | Jörn Emanek                    | Detlef Bruns   | Jürgen Ast                                         | Martin Hübner |                              | Eine Produktion der Jürgen Ast Filmproduktion k.A.                                  |                          | - Steinkohlenbergbauverein Zwickau - Bergbaumuseum Oelsnitz - Bundesbeauftragter für die Unterlagen des Staatssicherheitsdienstes der ehemaligen DDR - Deutsches Rundfunkarchiv - Sächsisches Staatsarchiv - Sächsisches Bergarchiv Freiberg - Sächsisches Oberbergamt - Bergakademie Freiberg - Bergbaumuseum Bochum - Stadtarchiv Zwickau - Archiv „Freie Presse“ - Progress Film-Verleih - Klaus Hertel, Günter Tröger, Wolfgang Ulbricht, Siegfried Kraft, Jochen Brattke, Hans Häber, Andrea Riedel, Karl Flämig, Manfred Köhler |
| 10    | Sandro Poggendorf                 | Uwe S. Tautenhahn Oliver Klein               | Oliver Klein                              | Michael Schehl                 | Peter Buchholz | Martina Wiedemann k.A.                             | Martin Hübner |                              | Eine ZEPO-FILM-Produktion im Auftrag des MDR k.A.                                   | k.A. ARD-Design          | - Bundesarchiv Freiburg - Bundesarchiv Berlin - DRA Potsdam - Militärgeschichtliches - Museum der Bundeswehr Dresden - Deutsche Bahn AG |